# Walter Raymond
Walter Raymond (* 23. Mai 1886 in Kammelwitz, Provinz Schlesien; † 15. Juni 1972 in Heidelberg) war ein deutscher Manager und Wirtschaftsfunktionär.
Walter Raymond studierte Mathematik und Staatswissenschaften in Deutschland und England und wurde zum Dr. phil. promoviert. Ab 1927 gehörte er dem Vorstand der Süddeutschen Kabelwerke Mannheim an und von 1930 bis 1959 dem Vorstand der Vereinigten Deutschen Metallwerke in Frankfurt-Heddernheim, die er mit dem Reichstagsabgeordneten Franz Horster (Zentrum) leitete.
Vom 28. Januar 1949 bis zum 22. Januar 1954 war Walter Raymond Arbeitgeberpräsident mit Sitz in Köln. Die Walter-Raymond-Stiftung wurde 1959 von der Bundesvereinigung der Deutschen Arbeitgeberverbände als rechtlich unselbständige Institution gegründet.

## Ehrungen
- 1953: Großes Verdienstkreuz mit Stern und Schulterband der Bundesrepublik Deutschland
- 1966: Ehrenring der Stadt Mannheim